# Австро-Угорська полярна експедиція

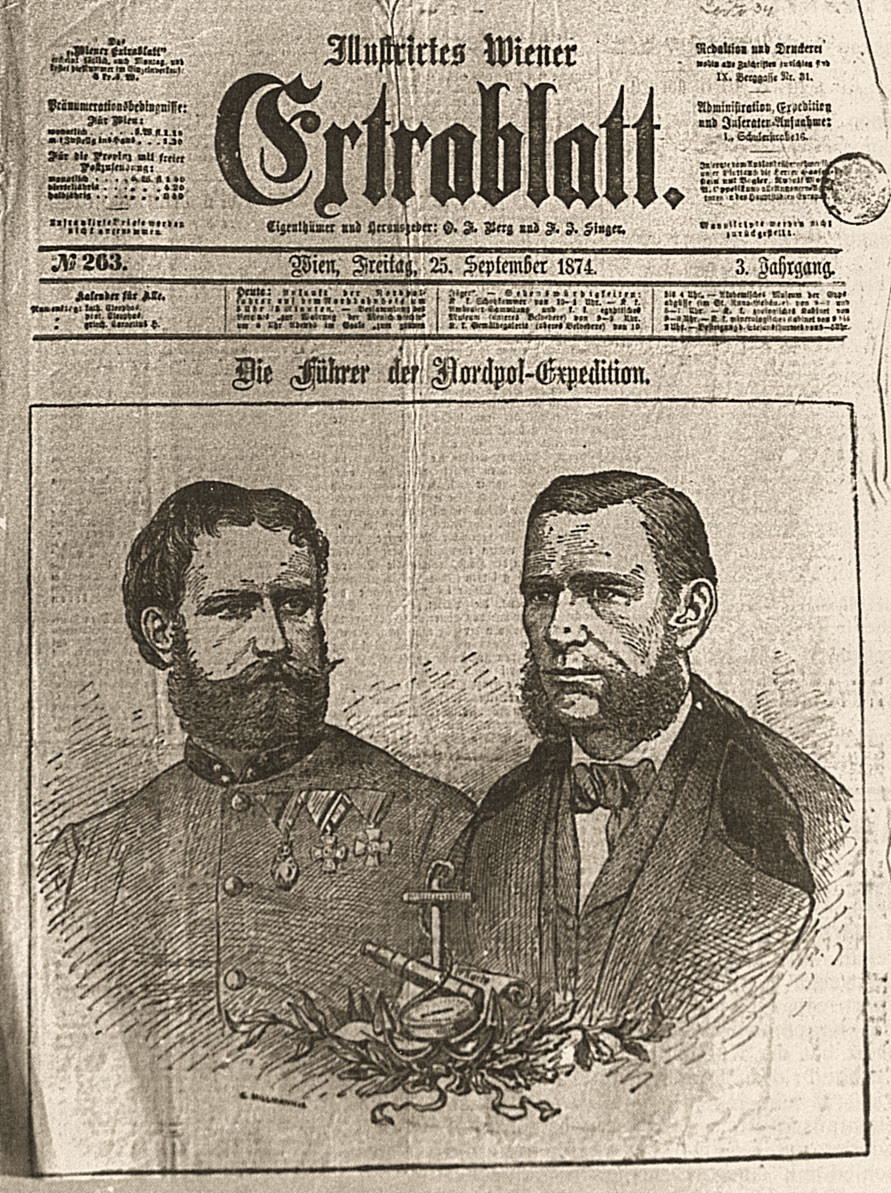
Юліус Пайєр (зліва) з Карлом Вейпрехтом (праворуч) на обкладинці газети Illustrierter Wiener Extrablatt 25 вересня 1874 р.

Австро-Угорська полярна експедиція (також експедиція Пайєра-Вейпрехта) — арктична експедиція, здійснена у 1872—1874 роках під керівництвом Карла Вейпрехта та Юліуса Пайєра. Була організована за ініціативою та фінансовою підтримкою графа Ганса Вільчека для більш детального вивчення Північного Льодовитого океану. Екіпаж експедиції був набраний з усієї Австро-Угорщини, зокрема з Істрії та Далмації.

## Фінансування
Загальна сума фінансування склала 175 тисяч флоринів. Із них 40 тисяч флоринів пожертвував граф Вільчек, імператор Франц Йосиф І надав субвенцію в розмірі 4 тисяч флоринів, граф Франц фон Зальм передав 20 тисяч флоринів, Географічне товариство Відня передало 100 флоринів, Імператорсько-королівське міністерство культури та освіти передало 3 тисячі флоринів. Крім того перед IV Всесвітньою виставкою, що проходила у Відні у 1873 році, було зібрано близько 12,5 тисяч флоринів.

## Корабель
Для експедиції на верф'ях Teklenborg & Beurmann в Бремергафені на початку 1871 року було побудовано дерев'яне судно «Адмірал Тегеттгофф». Це була трищоглова шхуна (баркентина) водотонажністю 220 тонн і довжиною 38,34 метри. Корабель був обладнаний паровою машиною потужністю 100 кінських сил, із собою можна було взяти 130 тонн вугілля. На кораблі було розміщено продовольства на 2,5—3 роки подорожі.

## Хід подорожі

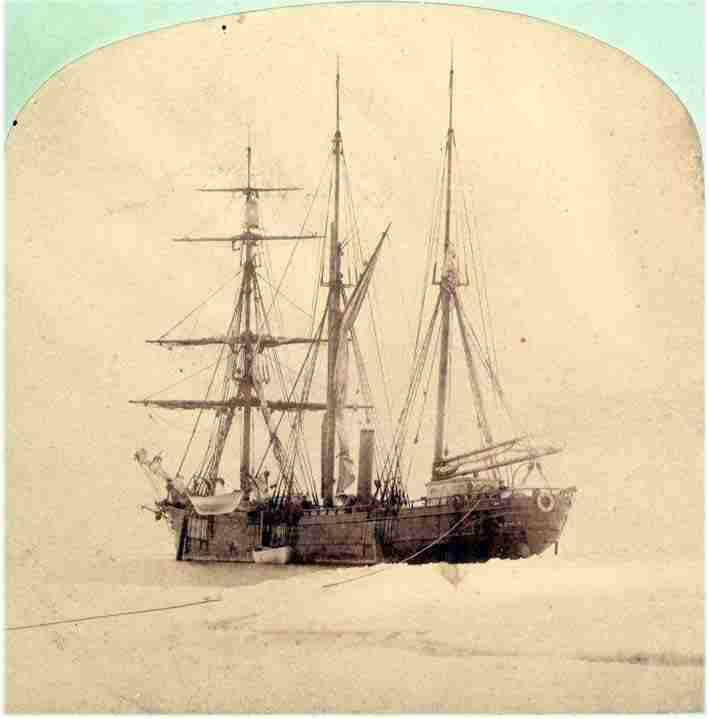
Адмірал Тегетгофф, затиснутий в льодах

Експедиційний корабель «Адмірал Тегетофф» — вітрильник із допоміжним двигуном — покинув норвезький порт Тромсе з екіпажем 24 людини у липні 1872 року. Наприкінці серпня на північ від Нової Землі широті 79° 51′ він застряг у льоду і був ними віднесений у полярні регіони, раніше відомі лише мисливцям на китів і тюленів. Під час цього дрейфу 30 серпень 1873 р. експедиція виявила групу островів, відому лише деяким норвезьким рибалкам під назвою Земля-Реннебек.

Острови назвали "Земля Франца-Йосифа " на честь імператора Франца Йосифа I. Перший острів, на який ступила експедиція, отримав назву острів Вільчека на честь її спонсора графа Вільчека. Дослідники вирушали в численні подорожі на санях та експедиції на архіпелаг, щоб скласти карту місцевості. Загалом учасники експедиції провели на борту захопленого льодами корабля дві зими.

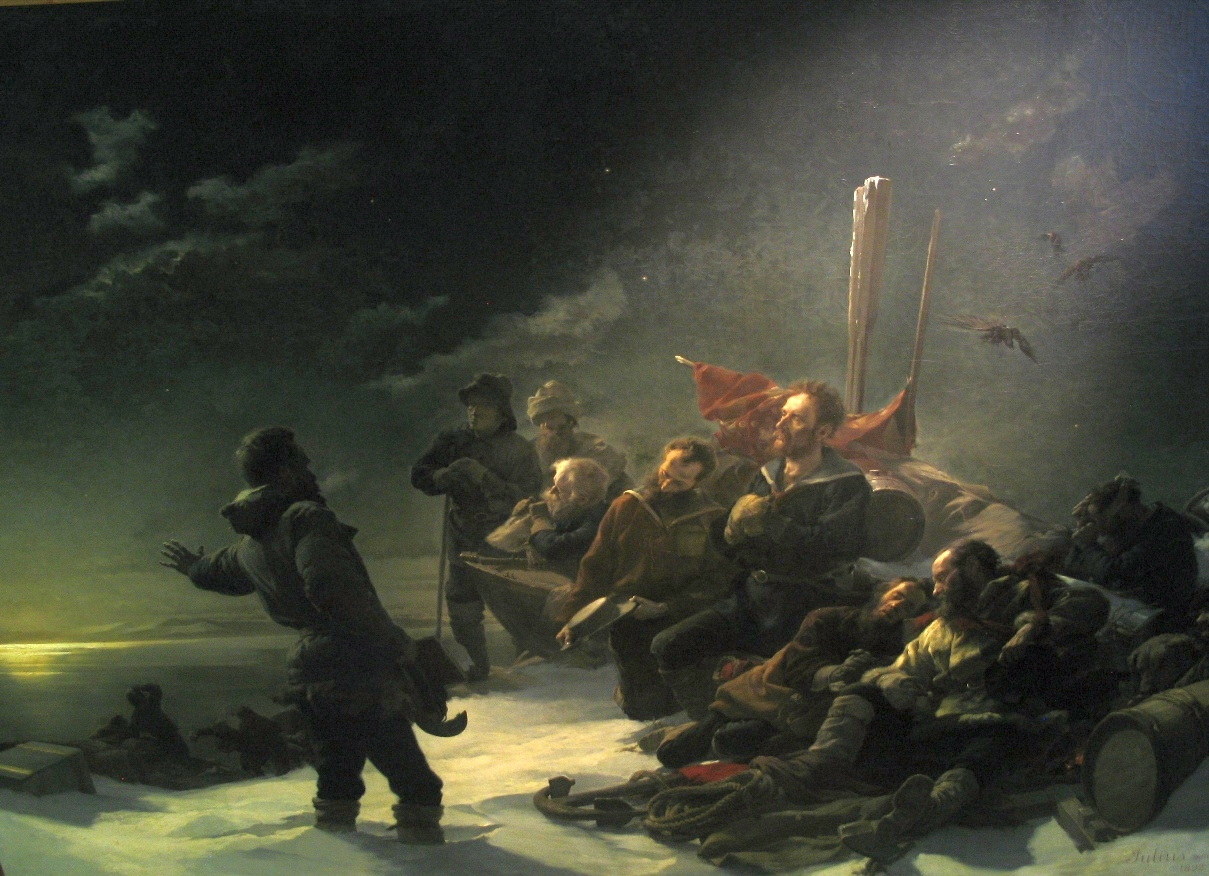
Юліус Пайєр: Ніколи назад! (Музей історії армії у Відні)

Навесні 1874 р. керівництво експедиції вирішило залишити корабель у пакових льодах та встановити мобільні прихистки та короткострокові спостережні пункти далі на північ. Поки решта членів екіпажу залишалася на борту, Пайєр та деякі його супутники вирушили на північ, щоб досягти 82-го градуса широти та побити майже 50-річний рекорд британського полярника Джеймса Кларка Росса, оскільки на той час не було відомо, що Френсіс Холл встановив новий рекорд у 1871 році. Після 17-денного маршу Пайєр та його супутники прапорщик Едуард Орел та моряк Антоніо Занінович 12 квітня 1874 р. досягли найпівнічнішої точки архіпелагу на 81°50 ′ північної широти і назвали його мисом Флігелі. Потім їм довелося пройти 300 км назад до корабля. Пайєр загалом подолав понад 800 км архіпелагу.

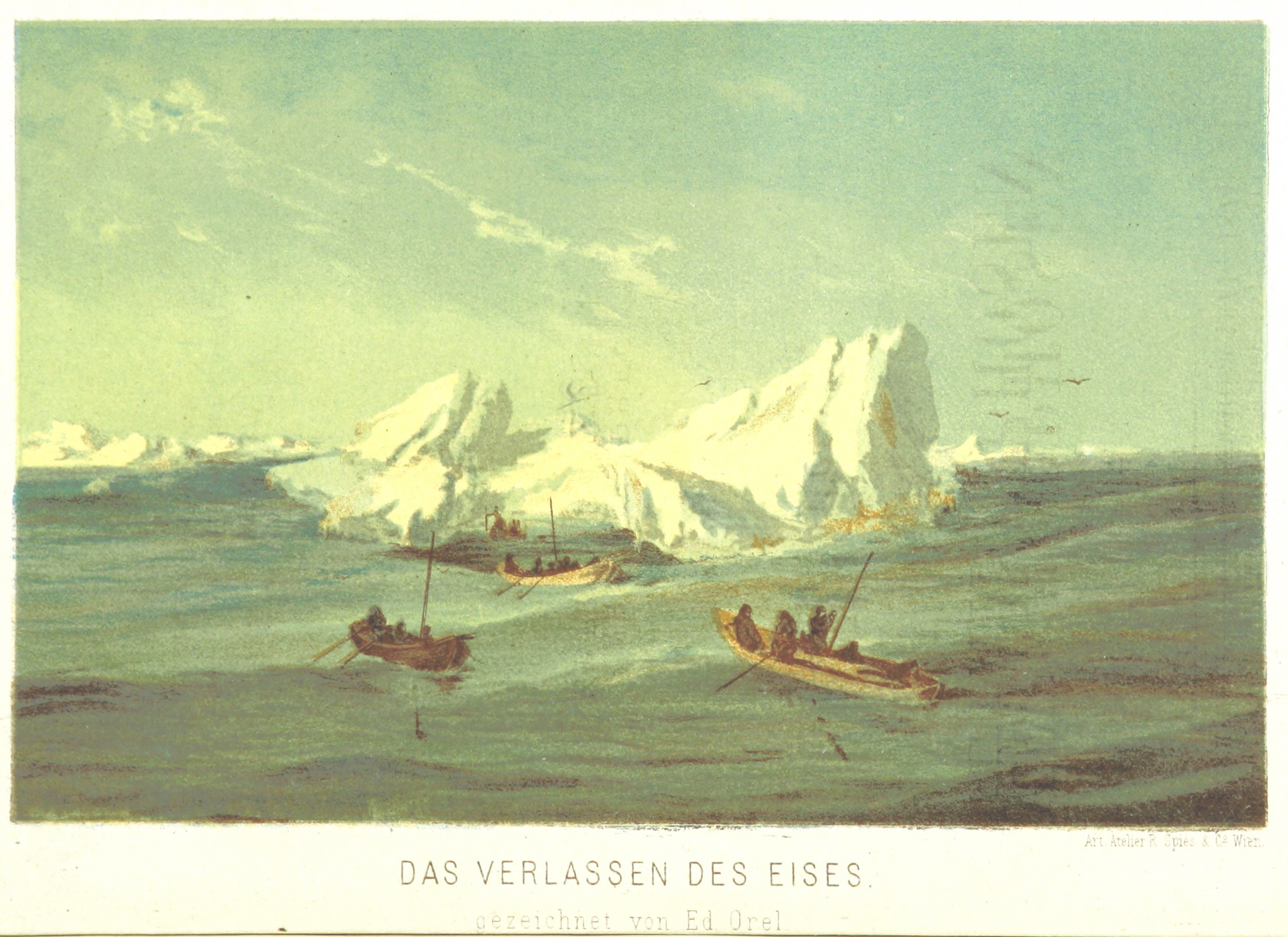
Залишаючи лід (Едуард Орел)

Через кілька днів після повернення Пайєра 20 травня експедиція залишила Тегетгофф і почала шлях назад по льоду на санях і човнах. П'ять човнів були упаковані на санях. Усі інструменти, усі записи, які Вейпрехт та його офіцери зробили під час дворічного перебування на льоду, були упаковані водонепроникними та протиударними матеріалами. Сани тягли по льодовій та сніговій пустелі, покритій незліченними брилами, нерівностями, тріщинами та щілинами. Проте через кілька тижнів виявилося, що несприятливі вітри з півдня несли крижані маси — а разом із ними і втомлений екіпаж — знову назад. Таким чином 15 липень вони майже повернулися до рівня покинутого корабля і навіть могли його побачити. Дехто в паніці та відчаї хотіли повернутися на борт, щоб закінчити там своє життя. Однак Вейпрехту вдалося з Біблією в руках переконати виснажений, зголоднілий і деморалізований екіпаж вирушити у рятівний марш на південь. Пізніше цю сцену Пайєра зобразили на монументальній олійній картині «Ніколи назад!», яка зараз знаходиться в Музеї історії армії у Відні.
Після місяця походу в південному напрямку льодохід тим часом припинився і 14 серпень 1874 року експедиція нарешті знову досягла відкритого моря. В цьому була також частина удачі, оскільки лінія льодів того року посунула далеко на північ. Після шести днів веслування їх взяли на борт двоє російських кораблів, які були зайняті ловлею лосося та полюванням на північного оленя на узбережжі Нової Землі, і після жорстких переговорів (рибалки мали отримати три човни, дві гвинтівки та 1200 срібних рублів) були доставлені до норвезького порту Вардьо.

25 вересня 1874 р. експедиційна команда, яка втратила через хворобу і смерть лише одного члена, Отто Кріша, прибула на північний вокзал у Відні і була тріумфально зустріта під час подорожі до центру міста: 
брички могли рухатися впритул лише одна до одної від північного вокзалу […] Не буде перебільшеним припустити, що чверть мільйона людей взяли участь у прийомі.
Згодом Юліус Пайєр отримав від імператора Франца Йосифа I шляхетський титул.

## Повідомлення у пляшці
У 1874 році, коли він переконував екіпаж бути терпялчим, Карл Вейпрехт написав у пляшці повідомлення, в якому описав події, і тоді ж кинув її в море. Ця пляшка була знайдена через 104 роки (в 1978 році) російським дослідником Володимиром Сєровим на острові Ламонт у Землі Франца-Йосифа. Пляшка потрапила до Відня дипломатичними каналами в 1980 році, і зараз він належить Австрійській академії наук.

## Значення відкриттів

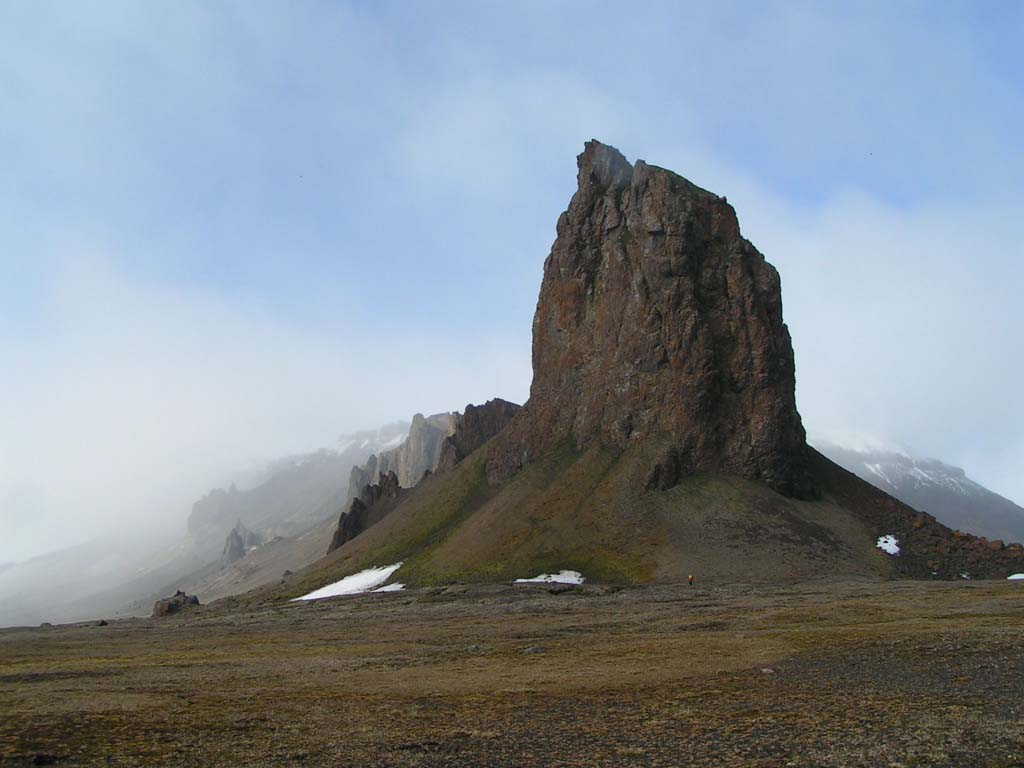
Мис Тегетгофф на острові Галля, відкритий австро-угорською експедицією

Відкриття суші та досвід експедиції були важливим внеском у полярні дослідження, особливо у відкриття Північно-Східного проходу Адольфом Еріком Норденшельдом. Вони також дали поштовх Міжнародним полярним рокам. Це відкрило шлях від спортивної гонки окремих експедицій до всесвітньої наукової співпраці у дослідженні полярних регіонів.
Крім того, Пайєр/ Вейпрехт вперше ступили на найпівнічнішу точку Євразії на мисі Флігелі та спростували Теорію безльодного Північного океану.
Наукові результати полярної експедиції (метеорологічні, астрономічні, геодезичні, магнітні спостереження та спостереження полярного сяйва, а також зоологічні результати) були опубліковані в 1878 році в меморандумі Академії наук. Крім того, Юліус Пайєр написав твір «Австро-угорська експедиція на Північний полюс» у 1872–74 рр., опублікований у 1876 р., і створив картини, єдині, які полярний дослідник коли-небудь писав із своєї експедиції. Найвідоміша — картина «Ніколи назад!»; яка показує, як керівники експедиції заважали морякам повернутися на покинутий корабель після невдачі першої, надзвичайно важкої спроби повернення, а натомість заохочувало другу, остаточно вдалу спробу.
Вражений експедицією, Едуард Штраус створив у 1875 році марш Вейпрехта-Пайєра (Opus 120).

## Музейне представлення
Експедиція детально задокументована у морському залі Музею історії Віденської армії. На виставці представлені численні картини Юліуса Пайєра, включаючи монументальну картину «Ніколи назад», яка відображає драматизм ситуації, коли екіпаж хотів повернутися на корабель, який опинився в льоду, що означало б вірну смерть. На виставці також є моделі кораблів, які стосуються експедиції та знаменитої «Змії» Юліуса фон Пайєра. Це роздуми, які Пайєр виклав на папері незадовго до смерті та де розповідає про своє життя. Пізніше шматочки паперу були склеєні і в результаті вийшло в цілому 24 рулони, які були позначені як «Змія». Кілька фотографій також ілюструють те, що відбулося.

## Фільм
- Крижана пастка — арктична одісея Тегетгоффа. Елізабет Гуггенбергер (книга), Гельмут Фойтль (режисер). Документальна драма, 2003.